# PORNO GRAFFITTI BEST JOKER
『PORNO GRAFFITTI BEST JOKER』（ポルノグラフィティ・ベスト・ジョーカー）は、ポルノグラフィティのベスト・アルバム。2008年10月29日にSME Recordsより『PORNO GRAFFITTI BEST ACE』と同時リリースされた。

## 概要
前作『PORNO GRAFFITTI BEST RED'S』『PORNO GRAFFITTI BEST BLUE'S』から約4年ぶりとなるベストアルバム。
2008年9月にデビュー（1999年9月）から9年が経つと同時に、10年目に突入したことを記念してのリリースとなった。『ACE』『JOKER』とも構成は、「シスター以降のシングル7曲＋人気曲（アルバム曲）5曲（『THUMPχ』 『m-CABI』 『ポルノグラフィティ』）＋新曲1曲」の13曲となっており、全曲リマスタリングされている。
こちらも新曲にはPVが製作された。
ジャケットではメンバーがレスラーマスクを被っており、『JOKER』は晴一である。
初回限定盤にはプレゼント応募ハガキと応募券が封入されており、『ACE』と『JOKER』の両作購入者は懸賞に応募できるようになっていた。
こちらも2009年1月から5月まで、2作品を携えたライブツアー『10thライヴサーキット "ロイヤル ストレート フラッシュ"』が敢行された。なお、晴一はそのツアータイトルについて「"ロイヤルストレートフラッシュ"って言っているけど、ジョーカーは含まれないんだよね」と、自身のラジオ『カフェイン11』や、発売当初のインタビューでコメントしていた。

## チャート成績
発売初週で10.3万枚の売り上げを記録し、11月10日付のオリコン週間アルバムランキングで初登場2位を獲得し、同時リリースされた『PORNO GRAFFITTI BEST ACE』も初週で10.5万枚を売り上げて、同ランキングで初登場1位を獲得した。アルバムランキングのTOP2独占は、2004年発売の『PORNO GRAFFITTI BEST RED'S』『PORNO GRAFFITTI BEST BLUE'S』（2004年8月16日付）で記録して以来4年3ヵ月ぶりかつ自身2度目であり、TM NETWORKが記録して以来15年2か月ぶりで史上2組目となった。

## 収録曲
- 既発曲の詳細は各項目を参照。

| 全編曲: ak.homma、Porno Graffitti。 |                         |           |           |       |
| #                                   | タイトル                | 作詞      | 作曲      | 時間  |
| 1.                                  | 「Love,too Death,too」  | 新藤晴一  | ak.homma  | 4:53  |
| 2.                                  | 「ROLL」                | 岡野昭仁  | 岡野昭仁  | 4:49  |
| 3.                                  | 「ジョバイロ」          | 新藤晴一  | ak.homma  | 4:19  |
| 4.                                  | 「痛い立ち位置」        | 新藤晴一  | 新藤晴一  | 4:27  |
| 5.                                  | 「グラヴィティ」        | 新藤晴一  | 新藤晴一  | 4:58  |
| 6.                                  | 「横浜リリー」          | 新藤晴一  | ak.homma  | 5:00  |
| 7.                                  | 「リンク」              | 岡野昭仁  | 岡野昭仁  | 4:00  |
| 8.                                  | 「m-FLOOD」             | 岡野昭仁  | 岡野昭仁  | 4:40  |
| 9.                                  | 「DON'T CALL ME CRAZY」 | 新藤晴一  | 新藤晴一  | 4:00  |
| 10.                                 | 「シスター」            | 新藤晴一  | 新藤晴一  | 4:13  |
| 11.                                 | 「うたかた」            | 岡野昭仁  | ak.homma  | 4:07  |
| 12.                                 | 「ベアーズ」            | 新藤晴一  | 新藤晴一  | 4:09  |
| 13.                                 | 「約束の朝」            | 新藤晴一  | ak.homma  | 4:05  |
| 合計時間:                           | 合計時間:               | 合計時間: | 合計時間: | 57:40 |

### 楽曲解説
1. 「Love,too Death,too」
26thシングル。今作の最新曲。アルバム初収録。
2. 「ROLL」
17thシングル「ネオメロドラマティック／ROLL」の2曲目。
3. 「ジョバイロ」
19thシングル「ジョバイロ／DON'T CALL ME CRAZY」の1曲目。
4. 「痛い立ち位置」
24thシングル。アルバム初収録。
5. 「グラヴィティ」
6thアルバム『m-CABI』収録。フェードアウトが早くなり、『m-CABI』に収録時に入っていた最後の女の子の声はカットされている。
6. 「横浜リリー」
6thアルバム『m-CABI』収録。
7. 「リンク」
22ndシングル。
8. 「m-FLOOD」
配信限定曲。CD初収録である。
9. 「DON'T CALL ME CRAZY」
19thシングル「ジョバイロ／DON'T CALL ME CRAZY」の2曲目。
10. 「シスター」
15thシングル。
11. 「うたかた」
5thアルバム『THUMPχ』収録。
12. 「ベアーズ」
7thアルバム『ポルノグラフィティ』収録。
13. 「約束の朝」
新曲。味の素KK『クノール カップスープ』TV-CMソング。（2008年10月 - ）